# Friedrich Lexow
Friedrich Lexow (* 29. Januar 1827 in Tönning; † 3. Dezember 1872 in New York) war ein deutsch-amerikanischer Schriftsteller, Journalist und Lyriker.

## Leben
Er war der Vetter von Rudolf Lexow (1829–1909).
Friedrich war Unterstützer der Revolution von 1848 und hatte in Rendsburg die Zeitung Das Volk herausgegeben (mit Harro Harring). Nach der gescheiterten Revolution wurde er verhaftet. Er wurde zunächst zu acht Jahren Gefängnis verurteilt und dann auf ein Jahr Festungshaft begnadigt. Nach seiner Entlassung kam er 1853 nach Amerika zu seinem Vetter Rudolf, der dort Herausgeber des Belletristischen Journals war. Friedrich kam in die Redaktion der Criminal-Zeitung. Er ergänzte es um das Belletristische Journal und eine politische Rundschau. Die Zeitung nannte sich von dort an New Yorker Criminal-Zeitung und Belletristisches Journal.
Nach seinem Tod führte Rudolf Lexow die Zeitung weiter.

## Werke
Neben vielen Zeitungsartikeln u. a. für die Zeitschrift Deutsche Monats-Hefte: Deutsch-amerikanische Zeitschrift für Literatur, Kunst und Gesellschaft wurden auch in Deutschland Artikel von ihm veröffentlicht, so in Die Gartenlaube.
- Novellistisches: Auf dem Geierfels, Band 1
- Novellistisches: Imperia, Band 2
- Novellistisches: Vornehm und Gering, Band 3
- Friedrich Lexow: Erin in New-York. In: Die Gartenlaube. Heft 20, 1866, S. 318–319 (Volltext [Wikisource]).